# White Man's Burden (musikalbum)
White Man's Burden är ett musikalbum av artisten Promoe släppt under 2006.

## Låtlista
1. "Up!" - 4:24
2. "Time Travellin' (feat. Assassin)" - 4:30
3. "Songs of Joy (feat. Capleton)" - 3:59
4. "White Man's Burden" - 4:22
5. "In the Morning (feat. Daville)" - 4:05
6. "Headache" - 3:41
7. "Long Sleeves in Summer" - 4:05
8. "Eurotrash (feat. Leeroy)" - 3:49
9. "Musick Bi$$ Apocalypse" - 3:52
10. "Post Cards" - 4:16
11. "Identity Crisis (feat. Nosliw)" - 4:29
12. "Trapped (feat. Kardinal Offishall & Daville)" - 5:04